# Ilka Helmig
Ilka Helmig (* 1971 in Frankfurt am Main) ist eine deutsche Künstlerin, Gestalterin und Hochschullehrerin. Sie lehrt seit 2007 als Professorin für Visuelle Konzeption und zeichnerische Gestaltung / Illustration im Fachbereich Gestaltung an der FH Aachen.

## Leben
Nach dem Studium der visuellen Kommunikation an der TH Nürnberg und dem Studium der Malerei an der Alanus Hochschule für Kunst und Gesellschaft in Bonn arbeitete Helmig seit 1997 als Künstlerin und Gestalterin in Köln. Von 1997 bis 2010 war sie Mitgründerin und Inhaberin des Kölner Designbüros Leitwerk und arbeitete dort unter anderem für die Bundeszentrale für politische Bildung. Zwischenzeitlich war sie von 1999 bis 2006 Lehrbeauftragte an verschiedenen Hochschulen, u. a. am Institut für Design in Düsseldorf und den Universitäten Cuenca und Quito in Ecuador. In den 2000er Jahren stellte sie unter anderem im National-Museum von Kenia, Nairobi, auf der Biennale de l’Art Contemporain, Dakar, Senegal und auf der Bienal internacional de la Pintura, Cuenca, Ecuador aus.
Im Jahr 2007 wurde Helmig zur Professorin für visuelle Konzeption und Zeichnung an die FH Aachen berufen und leitete dort von 2009 bis 2012 als Dekanin den Fachbereich Gestaltung. 2013 zeigt sie ihre Ausstellung „Phénotype“ im Ludwig Forum für Internationale Kunst Aachen. 2018 stellt sie gemeinsam mit Tine Bay Lührssen und Nina Brauhauser in der Karst Gallery in Plymouth, UK, aus und erhielt das Landesstipendium Steiermark, Artist in Residence, Graz, Österreich. Seit 2018 ist sie im Vorstand des feministischen Netzwerks „And She Was Like: BÄM!“ aktiv. Ein Jahr später entwickelte sie gemeinsam mit Johannes Bergerhausen die Ausstellung „Missing Scripts — The proposals“ im Museum West Den Haag, Niederlande und nahm an der Gwanhju Design-Biennale in Südkorea teil. 2020 erhielt sie das Artist in Lab Stipendium des Fraunhofer-Gesellschaft und stellte u. a. im Leopold-Hoesch-Museum in Düren aus. Ilka Helmig ist seit 2020 im Vorstand des Neuen Aachener Kunstvereins aktiv.

## Einzelausstellungen (Auswahl)
- 2003: kabisa, National Museum of Kenya, Nairobi, Kenya (mit Andreas Reichel)
- 2004: kenë, Dak’Art Biennale of Contemporary Art, Dakar, Senegal (mit Andreas Reichel)
- 2007: Autoabastecerse, Bienal internacional de la  Pintura, Cuenca, Ecuador (mit Andreas Reichel)
- 2010: residential observation, Dutch Design Week, Klokgebouw, Eindhoven, Niederlande
- 2010: residential observation, Toonkamer in De Pastoe Fabriek, Utrecht, Niederlande[9]
- 2013: Phénotype, Ludwig Forum für internationale Kunst Aachen[10]
- 2014: Sequence Type, Raum für Kunst und Natur, Bonn
- 2017: Discrete Wiring, Raum für Kunst und Natur, Bonn
- 2018: Resonanzen, Kunstraum Riedberg der Goetheuniversität Frankfurt am Main[11] (mit Cornelia Genschow)
- 2019: en collaboration, Espace Immanence, Paris[12] (mit Ernst Stark)
- 2019: Missing Scripts, West Den Haag[13], (mit Johannes Bergerhausen)
- 2020: elective affinity, Botanische Gärten Bonn, Enterventionale 2020, Museumsstudien Bonn[14]

## Gruppenausstellungen (Auswahl)
- 2005: Museo de la Conceptas, Quito, Ecuador
- 2005: Casa de la Cultura, Cuenca, Ecuador
- 2005: CultUrbano, Museo Arte Moderna, Cuenca, Ecuador
- 2005: Mapping the city, Humboldt Associación Goethe-Zentrum, Quito, Ecuador
- 2006: Traverser, Maison de la Culture Douta Sek, Dakar, Senegal
- 2008: Arche Typos, Museo Antropológico y de Arte Contemporáneo, Guayaquil, Ecuador
- 2013: The object layer, Glasmoog Galerie, KHM, Kunsthochschule für Medien, Köln[15]
- 2014: Printing Matters, Graphik-Kabinett Backnang[16]
- 2016: Art Cologne, Jahresgaben Neuer Aachener Kunstverein[17]
- 2016: Missing Link, Künstlerforum Bonn
- 2018: Haus der Fehler, Künstlerforum Bonn
- 2018: Fabric d’Art, Paris, Frankreich
- 2019: 100 Jahre Bauhaus: eine Bauhütte für Kathedralen des 21. Jahrhunderts Institut der Moderne im Rheinland, Universität Düsseldorf
- 2019: A Flag for Korea, Gwanhju Design-Biennale, Südkorea
- 2020: Die Gesellschaft der Zeichen, Leopold-Hoesch-Museum Düren
- 2020: Die Ordnung der Dinge, vom Graph zum System, Enterventionale Bonn, Museumsstudien Bonn[18]
- 2021: However, Gallery Takeover Episode 2, Roland Schappert davidbehning galerie, Düsseldorf
- 2021: Die Gesellschaft der Zeichen, Museum für Neue Kunst, Freiburg
- 2023: Quasi: Experimental Writing Systems, Hoffmitz Milken Center For Typography, Pasadena[19]

## Stipendien und Residencies
- 2004 Artist in Residence, Bienal de la Pintura, Deutsche Botschaft, Ecuador
- 2018 Landesstipendium Steiermark, Artist in Residence, Graz, Österreich[20]
- 2020 Artist in Lab, Fraunhofer-Gesellschaft, Deutschland[21]

## Veröffentlichungen
- 2010 Residential Oberservation, d’Jonge Hond, Zwolle, Niederlande[22]
- 2013 Phénotype, Ludwig Forum Aachen
- 2015 A Few (Hi)stories about French Illustration, in: Slanted #25 – Paris, Karlsruhe[23]
- 2018 Visualising Science (Herausgeberin mit Eva Kubinyi und Eva Vitting), FH Aachen
- 2019 Missing Scripts, Alphabetum IV, West Den Haag, Niederlande[24]
- 2020 picto,- ideo, anlässlich der Ausstellung Die Gesellschaft der Zeichen, Leopold-Hoesch-Museum Düren, Museum für Neue Kunst, Freiburg

## Preise (Auswahl)
- Designpreis der Bundesrepublik Deutschland in Gold
- Red Dot Best of the Best
- Shortlist Schönste Deutsche Bücher
- iF Design Award Gold
- 100 Beste Plakate Deutschland, Österreich, Schweiz
- Type Directors Club (TDC), New York City
- European Design (ED) Award